# Yaimil Medina
Yaimil José Medina Rodríguez, más conocido como Yaimil Medina, (Ciudad Guayana, 24 de julio de 1999) es un futbolista venezolano que juega de extremo derecho en el Anzoátegui Fútbol Club de la Primera División de Venezuela.

## Carrera deportiva
Yaimil Medina comenzó su carrera deportiva en el Mineros de Guayana, con el que debutó como profesional el 20 de marzo de 2016, en un partido de la Primera División de Venezuela frente al Deportivo JBL. Dos años después, el 27 de enero de 2018, marcó su primer gol, en un partido frente al Deportivo Anzoátegui.
En junio de 2018 fichó por el Albacete Balompié, siendo asignado al equipo filial, que jugaba en Tercera División.
Tras marcar 12 goles en 32 partidos en Tercera División, fue cedido en la temporada 2019-20 al Marbella F. C. de la Segunda División B, y en la temporada 2020-21 fue cedido al Recreativo de Huelva, también de la Segunda B.

## Clubes
| Club                          | País      | Año          |
| ----------------------------- | --------- | ------------ |
| Mineros de Guayana            | Venezuela | 2016-2018    |
| Atlético Albacete             | España    | 2018-2019    |
| Albacete Balompié             | España    | 2019-2022    |
| Marbella F. C. (cedido)       | España    | 2019-2020    |
| Recreativo de Huelva (cedido) | España    | 2020-2021    |
| Mineros de Guayana            | Venezuela | 2022-2023    |
| TS Galaxy FC                  | Sudáfrica | 2023         |
| Estudiantes de Mérida FC      | Venezuela | 2024         |
| Anzoátegui Fútbol Club        | Venezuela | 2025- Activo |